# Polaire ordinatie
Polaire ordinatie (PO), Bray-Curtis-ordinatie of Wisconsinordinatie is een in de gemeenschapsecologie gebruikte eenvoudige multivariate ordinatietechniek om de gegevensstructuur te visualiseren. Polaire ordinatie wordt uitgevoerd op grond van een matrix met distanties tussen de objecten. Polaire ordinatie kan eventueel met de hand worden uitgevoerd.

## Procedure
Uitgaande van de distantiematrix voor de objecten begint de ordinatie met de keuze van twee objecten als referentiepunten voor de eerste ordinatie-as. Deze twee objecten worden gekozen op grond van hun grote onderlinge distantie. De plaats van de overige objecten op deze as wordt berekend met de distanties ten opzichte van beide referentiepunten. Op deze eerste as worden twee dicht bij elkaar liggende objecten met desondanks grote distantie gezocht als referentiepunten voor de volgende as.

## Toepassingen
Polaire ordinatie is toegepast in de ecologie van levensgemeenschappen, vaak bij vegetatiekundig onderzoek. Het is meestal zinvol slechts enkele assen te berekenen. Deze assen blijken vaak in verband te brengen met milieufactoren. Op deze manier wordt de soortensamenstelling van de vegetatie indirect in verband gebracht met de standplaatsfactoren.
Andere indirecte ordinatietechnieken op basis van een distantiematrix zijn principal coordinates analysis (PCoA), ook "metric multidimensional scaling" en nonmetric multidimensional scaling (NMDS) genoemd.